# Danilo Moreno Asprilla
Danilo Moreno Asprilla (Chigorodó, 12 gennaio 1989) è un calciatore colombiano, attaccante svincolato.

## Carriera
Dopo aver cominciato la carriera nella Juventude, è passato ai qatarioti dell'Al-Shahaniya. È poi tornato in patria per vestire la casacca del Deportivo Pereira. Nel 2011 è stato ingaggiato dagli uruguaiani dei Rampla Juniors.
Nel 2012 ha fatto ritorno in Colombia, accordandosi con il Santa Fe prima e col Patriotas Boyacá poi. A gennaio 2014 è stato ingaggiato dai bulgari del Liteks Loveč. Ha esordito in squadra in data 23 febbraio, schierato titolare nella vittoria per 3-0 sul Beroe, partita in cui ha segnato una doppietta.

## Statistiche

### Presenze e reti nei club
Statistiche aggiornate al 24 febbraio 2024.
| Stagione              | Club                  | Campionato            | Campionato | Campionato | Coppe nazionali | Coppe nazionali | Coppe nazionali | Coppe continentali | Coppe continentali | Coppe continentali | Altre coppe | Altre coppe | Altre coppe | Totale | Totale |
| Stagione              | Club                  | Comp                  | Pres       | Reti       | Comp            | Pres            | Reti            | Comp               | Pres               | Reti               | Comp        | Pres        | Reti        | Pres   | Reti   |
| --------------------- | --------------------- | --------------------- | ---------- | ---------- | --------------- | --------------- | --------------- | ------------------ | ------------------ | ------------------ | ----------- | ----------- | ----------- | ------ | ------ |
| 2010-2011             | Rampla Juniors        | PD                    | 6          | 2          | -               | -               | -               | -                  | -                  | -                  | -           | -           | -           | 6      | 2      |
| 2011-2012             | Rampla Juniors        | PD                    | 21         | 4          | -               | -               | -               | -                  | -                  | -                  | -           | -           | -           | 21     | 4      |
| Totale Rampla Juniors | Totale Rampla Juniors | Totale Rampla Juniors | 27         | 6          |                 | -               | -               |                    | -                  | -                  |             | -           | -           | 27     | 6      |
| gen.-lug. 2013        | Santa Fe              | PA                    | 7          | 1          | CC              | 5               | 1               | -                  | -                  | -                  | -           | -           | -           | 12     | 2      |
| lug.-dic. 2013        | Patriotas Boyacá      | PA                    | 15         | 4          | CC              | -               | -               | -                  | -                  | -                  | -           | -           | -           | 15     | 4      |
| gen.-giu. 2014        | Liteks Loveč          | A-PFG                 | 12         | 2          | CB              | 2               | 0               | -                  | -                  | -                  | -           | -           | -           | 14     | 2      |
| 2014-2015             | Liteks Loveč          | A-PFG                 | 29         | 10         | CB              | 5               | 1               | UEL                | 3                  | 1                  | -           | -           | -           | 37     | 12     |
| lug.-dic. 2015        | Liteks Loveč          | A-PFG                 | 19         | 11         | CB              | 2               | 1               | UEL                | 2                  | 0                  | -           | -           | -           | 23     | 12     |
| Totale Liteks Loveč   | Totale Liteks Loveč   | Totale Liteks Loveč   | 60         | 23         |                 | 9               | 2               |                    | 5                  | 1                  |             | -           | -           | 74     | 26     |
| gen.-giu. 2016        | Al-Ain                | UEPL                  | 10         | 2          | CEA+CdL         | 3+0             | 1+0             | ACL                | 12                 | 4                  | -           | -           | -           | 25     | 7      |
| 2016-2017             | Al-Ain                | UEPL                  | 16         | 5          | CEA+CdL         | 2+5             | 0+3             | ACL                | 6                  | 1                  | -           | -           | -           | 29     | 9      |
| Totale Al-Ain         | Totale Al-Ain         | Totale Al-Ain         | 26         | 7          |                 | 10              | 4               |                    | 18                 | 5                  |             | -           | -           | 54     | 16     |
| 2017-2018             | Al-Fayha              | SPL                   | 23         | 8          | CA+KC           | 1+3             | 1+1             | -                  | -                  | -                  | -           | -           | -           | 27     | 10     |
| 2018-2019             | Al-Fayha              | SPL                   | 28         | 15         | KC              | 2               | 0               | -                  | -                  | -                  | -           | -           | -           | 30     | 15     |
| Totale Al-Fayha       | Totale Al-Fayha       | Totale Al-Fayha       | 51         | 23         |                 | 6               | 2               |                    | -                  | -                  |             | -           | -           | 57     | 25     |
| 2019-2020             | Al-Shabab             | SPL                   | 29         | 7          | KC              | 1               | 0               | -                  | -                  | -                  | -           | -           | -           | 30     | 7      |
| 2020-2021             | Al-Qadisiya           | SPL                   | 17         | 7          | KC              | 1               | 0               | -                  | -                  | -                  | -           | -           | -           | 18     | 7      |
| 2021-2022             | Hapoel Be'er Sheva    | SPL                   | 24+8       | 1+1        | CI+CdL          | 4+2             | 0               | UECL               | 2                  | 0                  | -           | -           | -           | 40     | 2      |
| 2022-2023             | Beitar Gerusalemme    | SPL                   | 25+6       | 13+4       | CI+CdL          | 5+3             | 1+0             | -                  | -                  | -                  | -           | -           | -           | 39     | 18     |
| 2023-2024             | CSKA Sofia            | SPL                   | 13         | 1          | CB              | 2               | 2               | UECL               | 1                  | 0                  | -           | -           | -           | 16     | 3      |
| Totale carriera       | Totale carriera       | Totale carriera       | 308        | 98         |                 | 48              | 12              |                    | 26                 | 6                  |             | -           | -           | 382    | 116    |

## Palmarès

### Club

#### Competizioni nazionali
- Coppa d'Israele: 2

Hapoel Be'er Sheva: 2021-2022
Beitar Gerusalemme: 2022-2023